# Rauisuchia
I rauisuchi (Rauisuchia) sono un gruppo di rettili estinti, vissuti nel Triassico, vagamente simili a coccodrilli.

## I predoni del Triassico
La postura eretta indica che questi animali erano attivi predatori, con una capacità di locomozione superiore a quelle delle loro prede come i dicinodonti e i rincosauri. I rauisuchi furono animali di successo, che vissero fino alla fine del Triassico quando, insieme a molti altri grandi arcosauri, si estinsero. Con l'uscita di scena di questo gruppo, i dinosauri teropodi emersero come gli unici grandi predatori terrestri: le impronte fossili dei dinosauri carnivori sono improvvisamente abbondanti dall'inizio del Giurassico inferiore in poi, quando i rauisuchi erano scomparsi.
Il cranio dei rauisuchi era davvero gigantesco: in alcune forme, come Saurosuchus e Fasolasuchus, raggiungeva il metro di lunghezza, ed era equipaggiato con armi formidabili: i denti lunghi e aguzzi lungo i bordi delle potenti mascelle. Gli arti erano lunghi e slanciati, e sorreggevano un possente corpo muscoloso; la coda era lunga e forte.

## La postura eretta
José Bonaparte e Michael Benton, nel corso degli anni '80, hanno fatto notare come i rauisuchi avessero sviluppato una postura eretta in un modo indipendente e del tutto diverso da quello dei dinosauri: il femore è rimasto verticale, mentre l'acetabolo ha acquisito un'angolazione ventrale. I dinosauri, invece, hanno sviluppato una curvatura della testa del femore. La postura dei rauisuchi viene definita quindi colonnare.

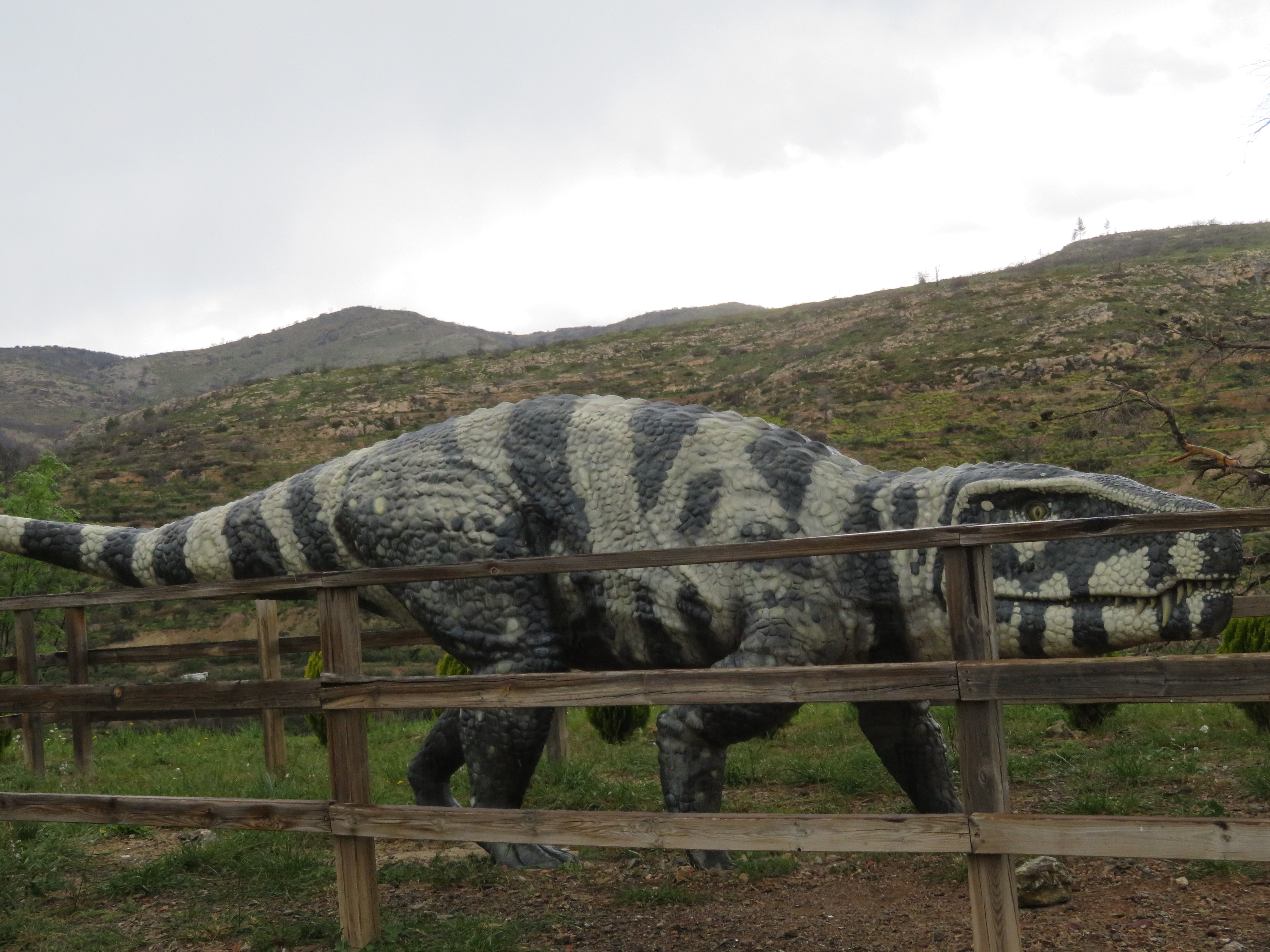
Replica di un rauisuchiano triassico (Rauisuchia) a Bejís (Spagna)

## Classificazione problematica
Il gruppo dei rauisuchi è ancora poco conosciuto: originariamente si pensava fossero imparentati con i grandi arcosauriformi primitivi del Triassico inferiore come Erythrosuchus, ma successivamente, studiando la struttura della caviglia, sono stati classificati come crurotarsi. Attualmente nel gruppo sono riconosciute tre famiglie: Prestosuchidae, Rauisuchidae e Poposauridae, cui si tenderebbe ad aggiungere la bizzarra famiglia degli Ctenosauriscidae (come l'Arizonasaurus), e che comprende sia forme erbivore che carnivore con una possibile convergenza evolutiva con Dimetrodon del Permiano o gli spinosauridi del Cretaceo. A questi bisogna aggiungere una quantità di altre forme troppo primitive per essere classificate in una di queste famiglie.
Molti paleontologi, attualmente, ritengono che il gruppo dei rauisuchi sia parafiletico, e che rappresenti una quantità di linee evolutive imparentate ma evolutesi indipendentemente e occupanti la stessa nicchia ecologica. Ad esempio, alcuni studiosi ritengono che i poposauridi siano più strettamente imparentati con i coccodrilli che con i prestosuchidi; altri paleontologi, invece, riconoscono i rauisuchi come gruppo monofiletico. Recenti studi su una forma scoperta da poco, Batrachotomus, stanno facendo luce sulla vera natura di questo gruppo di rettili carnivori.

## Alcune forme
Tra gli esempi di rauisuchi più noti, da ricordare Ticinosuchus, del Triassico medio di Svizzera e Italia, Saurosuchus del Triassico superiore dell'Argentina, Postosuchus del Triassico superiore degli USA. Alcuni rauisuchi, come Teratosaurus, per molti anni dopo la loro scoperta vennero scambiati per dinosauri carnivori, a causa della frammentarietà dei loro resti e delle evidenti somiglianze con il gruppo dei teropodi.